# João Bethencourt
João Estevão Weiner Bethencourt (Budapeste, 10 de dezembro de 1924 — Rio de Janeiro, 31 de dezembro de 2006) foi um dramaturgo, diretor, ator, tradutor de teatro húngaro, que veio para o Brasil com dez anos de idade, em 1933.
Formou-se na Universidade de Yale, nos Estados Unidos, onde recebeu o diploma de Mestre em Artes (Master of Fine Arts, MFA). Em Yale, Bethencourt foi colega de Paul Newman, Frank Gilroy; Klaus von Wahl, entre outros.
Participou de mais de 50 peças, entre elas, a primeira montagem de A Gaiola das Loucas, nos anos 70, a qual traduziu. Escreveu peças como O Dia em Que Raptaram o Papa, que é o texto brasileiro mais encenado no exterior, recebendo, inclusive, uma crítica elogiosa no Osservatore Romano, órgão oficial do Vaticano. Um de seus últimos trabalhos foi a direção de O Avarento, de Moliére, estrelada por Jorge Dória que ficou 5 anos em cartaz.
Escreveu várias peças para Dercy Gonçalves, como Coco, My Darling e La Mamma, ambas adaptadas por João para a TV Globo, em 1988 e 1990, respectivamente.
Foi autor do diálogo do filme Um ramo para Luiza, de 1965, e dos roteiros de Enfim sós... com o outro, de 1968; Missão: matar, de 1972; e A viúva virgem, de 1974.
Em 1968, realizou o documentário Fragmentos de Dois Escritores.
Faleceu no início da tarde do dia 31 de dezembro de 2006, um domingo, aos 82 anos, no Rio de Janeiro, após complicações de uma infecção generalizada decorrente de problemas intestinais.